# Tiemopá
Tiemopá es una comunidad del municipio de Salto de Agua, Chiapas del Estado de Chiapas de comunidad chol que limita con el municipio de Palenque, Tumbalá, Tila, Chilón y Yajalón. Según el censo de 2020, tiene una población de 854 habitantes.

## Antecedentes históricos
Tiemopá es una palabra de origen cho’l que significa arroyo profundo, y es el nombre de la localidad que fue fundada a inicios de la década de los treinta por un grupo de familias provenientes de la no tan alejada comunidad de San Pedro Sabana. Ese grupo de personas decidió salir en busca de más tierras para cultivar, por lo que se establecieron en esta porción del Valle del Tulijá.
El primer registro de esta localidad aparece en el Censo Nacional de Población y Vivienda, que el Instituto Nacional de Geografía e Informática realizó en 1970, en el cual se consideró como un ejido, con una población total de 27 familias compuestas por 324 personas. Desde ese entonces, la cifra ha aumentado considerablemente. A lo largo de los años, aparece en los censos y conteos de población con diferentes nombres, todos cercanos al original Tiemopá, muy probablemente como errores ortográficos o malas pronunciaciones.

## Geografía
La localidad Tiemopá se encuentra ubicada a aproximadamente 35 kilómetros de distancia al sureste de la cabecera municipal, Salto de Agua, Chiapas, México, a través de la carretera estatal 243 que va de Salto de Agua al entronque en Francisco I. Madero, en lo que representa un trayecto de alrededor de 25 minutos.
La extensión de Tiemopá comprende aproximadamente cuarenta kilómetros cuadrados, sin embargo, la zona habitada abarca casi tres kilómetros a la redonda desde la casa Ejidal. El territorio se encuentra limitado al norte por los accidentes geográficos de la Sierra del norte de Chiapas, al sur por el río Tulijá, al este por la localidad Suclumpá, y al oeste por la localidad Buenavista.
Tiemopá se encuentra en una hondonada, que la comunica con el río Tulijá, al borde del terreno montañoso, dentro del llamado Valle del río Tulijá. Dentro de la comunidad se encuentran pequeños arroyos temporales, provenientes de las montañas del norte, los cuales desembocan en el río Tulijá. La distancia entre el río y la comunidad es de aproximadamente 1 kilómetro. En los tiempos de lluvia aumenta el ya de por sí importante caudal y en ocasiones se desborda, sin afectar a la comunidad. En esta zona, la distancia entre ambas riberas varía entre los 70 y 90 metros. La profundidad oscila de 6 a 8 metros. Es uno de los ríos más importantes de la región norte del Estado, y es el que da origen a las famosas Cascadas de Agua Azul y al parque ecoturístico Agua Clara, que aunque no pertenecen a la microrregión ni al municipio, representan un importante punto turístico de la zona. El río Tulijá, al unirse al río Puxcatán, forman el caudaloso Río Chilapa, que más adelante en su recorrido se unirá al Río Grijalva, ya en el vecino Estado de Tabasco, hasta desembocar en las aguas del Golfo de México.
Debido a la escasa altitud sobre el nivel del mar, que no rebasa los 700 m s. n. m. el clima es cálido con lluvias en verano y húmedo, típico de la región selvática del norte de Chiapas. Los meses más calurosos corresponden a mayo y junio, durante los cuales se alcanzan sin problema, temperaturas superiores a los 40 °C. Según datos del INEGI, la temperatura anual promedio en la zona es de 27 °C.
El clima de la región está clasificado como cálido húmedo todo el año, que correlaciona con la zona selvática, aunado a las fértiles tierras del valle que es bañado por las aguas del río Tulijá, por lo que no es difícil encontrar toda clase de flores silvestres, propias de la selva, así como árboles frutales: limoneros, naranjos, mandarinas, perales, plátanos, nances, mangos, aguacates. La presencia de árboles de maderas preciosas como la caoba, el cedro y el ébano todavía es importante en la zona, desgraciadamente, en su mayoría se emplean indistintamente como leña para las cocinas.
La fauna de la región presenta casi la misma diversidad que la flora que mencioné con anterioridad. Aún es posible hallar eventualmente tucanes, garzas, loros y zopilotes de manera salvaje, mientras que las aves más comunes las constituyen las de corral, que los pobladores crían para su consumo. También de manera salvaje, no es raro encontrar ratones de campo, tepezcuintles, armadillos, tlacuaches, liebres, tortugas pochitoque, ranas, sapos y animales mucho más asociados con el hombre: perros, gatos, cerdos, caballos, burros y asnos, por citar algunos. En el río es muy común encontrar mojarras y bagres, que los habitantes también consumen con frecuencia. La boa constrictor, la serpiente de cascabel, la coralillo y la nauyaca son especies menos comunes, pero que están presentes en la zona, sin olvidar a la tarántula.
La fauna nociva está representada por varias especies. Probablemente la principal sea el mosquito, del que se han identificado individuos de las especies Aedes y Anopheles. Moscas, cucarachas, ratones, hormigas y demás insectos.

## Comunicaciones
La principal vía de acceso es la carretera estatal 243 Salto de Agua – Francisco I. Madero, que cubre un trayecto de aproximadamente 50 kilómetros, al término de los cuales, se une con la carretera federal 199 Playas de Catazajá - Rancho Nuevo, misma que posee una longitud de casi 250 kilómetros.
Dos sociedades cooperativas de transporte mixto prestan el servicio haciendo el recorrido entre las ciudades de Palenque y Salto de Agua, dentro del cual, Tiemopá constituye un punto intermedio, y que por $20 pesos, es posible hacer el viaje en un periodo que varía de 60 a 90 minutos en promedio.
Los medios de comunicación dentro de la comunidad no representan un problema. Algunos de los pobladores cuentan con radio de banda ancha y otros con teléfono, del que existen dos clases: el satelital y el clásico por cable, que funciona con tarjetas prepagadas. Con la instalación adecuada de una antena de televisión es posible captar los 3 principales canales de televisión nacional y el canal estatal de Tabasco, sin embargo, un importante número de pobladores cuenta con servicio de televisión satelital. En cuanto al radio, es posible captar, aunque con dificultad, los 99.9 MHz en Frecuencia Modulada, que corresponde a una estación local tabasqueña.
Dentro de la comunidad, se emplea el perifoneo para transmitir mensajes de importancia, así como para convocar reuniones, hacer recordatorios y solicitudes de manera rápida y efectiva. El Centro de Salud cuenta con su propio equipo.

## Áreas de Influencia
Tiemopá es sede de la Microrregión con el mismo nombre. Está constituida por un total de 6 poblaciones, que se enuncian a continuación: Buenavista, El Trapiche, Las Palmas, Paso Naranjo 1.ª sección y Lote 8 (La Gloria), todas ellas pertenecientes al municipio de Salto de Agua.
La localidad más cercana a la sede es Buenavista, que se ubica a unos 12 km., de los cuales 11 se realizan en la carretera estatal y uno más de brecha hasta la comunidad. De la entrada a la comunidad hasta la casa de salud, se recorre aproximadamente otro kilómetro más. El Trapiche se halla a 16,5 km de Tiemopá. El trayecto se realiza en poco menos de 30 minutos hasta la casa de salud. También involucra casi un kilómetro de terracería, que generalmente se hace a pie. Las Palmas es la siguiente comunidad y se encuentra a 22 km de distancia de la sede. Para llegar a la comunidad es necesario recorrer alrededor de 1900 m de terracería. El recorrido consume alrededor de 40 minutos. La última comunidad en dirección a Salto de Agua es Paso Naranjo 1.ª sección. Se encuentra justamente al lado de la carretera y a 28 kilómetros de distancia de Tiemopá. La casa de salud se encuentra a dos cuadras de distancia desde la carretera, por lo que el traslado lleva poco más de 35 minutos.
Lote 8 (La Gloria) es la localidad más lejana de la sede, y su acceso no es nada sencillo. Son aproximadamente 25 kilómetros de distancia, de los cuales 5 son en carretera hasta la comunidad de Suclumpá, desde donde inicia una vereda que, sorteando las irregularidades del terreno, sube aproximadamente 500 m s. n. m. en un recorrido que lleva casi 3 horas de ardua, agotadora y, dependiendo la época del año, peligrosa caminata. No hay manera de llegar a Lote 8 por esa vereda en vehículo. El camino por el que es posible transitar en vehículo involucra un trayecto de aproximadamente 50 kilómetros en terracería, que se realiza en poco menos de dos horas.
GRUPO DE EDAD HOMBRES PORCENTAJE GRUPO DE EDAD MUJERES PORCENTAJE
-1 998 1.6% -1 914 1.5%
1 982 1.6% 1 697 1.2%
2 951 1.5% 2 980 1.5%
3 900 1.5% 3 985 1.5%
4 1340 2.2% 4 1688 2.0%
5-9 5399 9.0% 5-9 5111 8.2%
10-14 4631 7.5% 10-14 4688 7.5%
15-19 6428 10.5% 15-19 6182 10.0%
20-24 6411 11.5% 20-24 6876 11.0%
25-29 6921 11.3% 25-29 7157 11.5%
30-34 5414 9.2% 30-34 5944 9.5%
35-39 4826 8.0% 35-39 4612 7.5%
40-44 3556 6.0% 40-44 2322 6.2%
45-49 2018 4.2% 45-49 2968 4.8%
50-54 2377 4.0% 50-54 2853 4.2%
55-59 1955 3.2% 55-59 2930 3.2%
60-64 1720 2.8% 60-64 1823 3.0%
65-69 1219 2.0% 65-69 1428 2.2%
70-74 759 1.2% 70-74 976 1.5%
75-79 572 1.0% 75-79 660 1.0%
80-84 236 0.3% 80-84 361 0.5%
85+ 240 0.3% 85+ 200 0.5%
TOTAL 51353 100% TOTAL 59209 100%

## Distribución de la población
Al igual que en el resto del municipio, la totalidad de la población que habita esta microrregión es parte de la etnia Cho’l y está distribuida en las 6 localidades que la constituyen. Se puede hacer una división de la población, que de ninguna manera interfiere con la calidad en la atención que se les presta en el Centro de Salud, sino que las diferencias radican en las obligaciones entre el Centro de Salud y de los Beneficiarios: las familias inscritas en el Programa de Desarrollo Humano Oportunidades y las familias que no lo están. Durante el 2007 se llevó a cabo la afiliación al Seguro Popular, programa que a la fecha beneficia a 403 familias, sin embargo, debido a que el Centro de Salud no está acreditado para otorgar la atención, y dicho proceso está contemplado en el transcurso del 2008, no se toma en cuenta para esta división arbitraria de la población.
Durante el 2007, el 98.04% de la población de la microrregión es beneficiaria del programa Oportunidades.
Del total de pobladores de la microrregión, Tiemopá concentra 626 habitantes en 158 familias, de las cuales, 147 son beneficiarias del Programa Oportunidades. En Buenavista habitan 162 familias y 756 individuos, de las cuales 151 gozan del Programa Oportunidades. En El Trapiche se encuentran 72 familias con 378 personas. Existe una población no cuantificada y que no está contemplada en el censo debido a que son pobladores en rebeldía, por lo que no aceptaron ser contabilizados dentro de la población de la localidad. La atención médica no se les otorga en el Centro de Salud y no porque les sea negada, sino porque no demandan los servicios de salud. La totalidad de la población es beneficiada con el Programa Oportunidades. En Paso Naranjo la población total es de 313 habitantes en 62 familias, de las cuales sólo 4 no son beneficiarias de Oportunidades. Para la localidad de Las Palmas tenemos un total de 297 habitantes y 57 familias, comunidad en la que únicamente una familia no es beneficiaria del programa. Finalmente en Lote 8, se concentra una población de 362 habitantes y 66 familias, de los cuales 55 disfrutan los beneficios de Oportunidades.
Todos los datos anteriores son los arrojados por el censo realizado en noviembre y diciembre de 2007.

## Natalidad y Fecundidad
Según la Cédula de microdiagnóstico familiar realizada durante los meses de noviembre y diciembre pasados, existen 815 mujeres en edad fértil. Es necesario aclarar, que se considera una mujer en edad fértil a aquella que se encuentra entre los 12 y los 49 años de edad, aunque fisiológicamente es posible concebir fuera de ese rango. De ese total, 100 mujeres cuentan con algún método de planificación familiar, de acuerdo con datos obtenidos del Sistema de Información en Salud y del censo poblacional de 2007.
La natalidad en el periodo reporta un total de 51 individuos, de los cuales 23 son hombres y 28 mujeres.

## Antecedentes Obstreticos
De febrero a diciembre se atendieron 81 mujeres embarazadas. En este último mes siguen en control prenatal 30 personas. De ellas, 16 son de alto riesgo, debido a que cumplen con alguno de los criterios, como multiparidad, edad menor de 15 años, analfabetismo, ser solteras, periodo intergenésico menor de dos años y en conjunto con la residencia en comunidad rural y escaso dominio del español. Es importante aclarar que en este periodo no se suscitaron casos de enfermedad hipertensiva del embarazo o alguna otra condición que pusiera en riesgo la vida del binomio materno-infantil. Las 14 mujeres restantes fueron clasificadas como embarazos de mediano riesgo, solo por el escaso dominio del español y la residencia en comunidades rurales, debido a que dificulta la pronta atención en caso de necesitarla. El censo arroja 8 mujeres menores de 20 años en estado grávido, la edad más baja son 14 años y la más alta son 46. Se encuentran en control prenatal desde mujeres primíparas hasta una paciente que cursa su decimocuarta gesta.
Sólo se registró un caso de aborto durante el primer trimestre del embarazo, de causa no definida pero que fue atendido de manera institucional.
Se han llevado a cabo 17 pruebas rápidas de detección del virus de inmunodeficiencia humana en mujeres embarazadas, que representa el 20% del total de mujeres en control prenatal. Se han hecho importantes esfuerzos para convencer a las mujeres de someterse a la prueba, pero sin forzarlas ni realizarla sin su consentimiento.
De los 51 nacimientos registrados en la microrregión, 30 fueron atendidos por parteras empíricas y capacitadas, mientras que el resto, fue atendido de manera institucional y resultando en 18 partos eutócicos y 4 cesáreas, primordialmente por desproporción cefalopelvica y falta de progreso de trabajo de parto.
Resulta importante resaltar que no se produjeron muertes maternas, perinatales, neonatales ni infantiles en el periodo febrero de 2007 – enero de 2008.

## Planificación Familiar
La importante labor que se ha realizado en todo el país para frenar el ritmo de crecimiento poblacional en los últimos años, ha mostrado resultados favorables. Uno de los medios para lograrlo, es el empleo de métodos anticonceptivos, que al mismo tiempo, han reducido de manera importante, las enfermedades de transmisión sexual.
En el Centro de Salud Tiemopá y las localidades que integran la microrregión, se ofertan diversos métodos anticonceptivos, de entre los cuales, después de una breve pero completa explicación de cada uno de ellos, la pareja decide el que más le conviene. Hasta el 31 de diciembre de 2007, esta es la situación de cobertura de planificación familiar en la microrregión:
1. Hormonal inyectable bimestral 14 usuarias activas
2. Hormonal inyectable mensual 5 usuarias activas
3. Hormonal oral 0 usuarias activas
4. Implante subdérmico 0 usuarias activas
5. Dispositivo intrauterino 2 usuarias activas
6. Oclusión tubaria bilateral 66 usuarias activas
7. Preservativo 13 usuarias activas
FUENTE: CÉDULA DE MICRODIAGNÓSTICO FAMILIAR, diciembre de 2007
La vasectomía es una cirugía difundida en la comunidad y muchos de los hombres saben para qué se realiza, pero debido a la ideología de los habitantes de la microrregión y a la todavía presente práctica del machismo, no son ellos los que deben evitar el embarazo, sino las mujeres, por lo que no hay hombres que se hayan practicado la vasectomía. Durante el periodo febrero de 2007 – enero de 2008, se ha intentado, en algunos casos con éxito, que sea la pareja la que acuda a la consulta mensual de planificación familiar, mientras que es obligatorio que ambos asistan a la primera consulta.

## Migración
Una importante proporción de los pobladores de la microrregión habita en sus localidades de origen durante todo el transcurso de su vida. Resulta notoria la cantidad de gente que no sale de la localidad en años, aún contando con gran facilidad para ello como la carretera y las numerosas unidades de transporte público, sin embargo, las condiciones económicas no siempre lo permiten. La migración no es habitual, sin embargo se da. En numerosas ocasiones, al contraer matrimonio o al decidir iniciar una vida de pareja, las mujeres van a vivir a la localidad de origen del hombre, por lo que son traídas a las localidades de la microrregión a radicar.
En casos menos abundantes, los hombres deciden salir de la comunidad con destino, casi siempre, a los Estados Unidos de América, en busca de mejores oportunidades de empleo y remuneración, con el fin de elevar el nivel de vida de los suyos. Existen varias personas que lo han logrado y regresan a habitar con las familias que dejaron ahí por algún tiempo, sin embargo, son los casos menos vistos; casi siempre los hombres se van dejando a familias de gran cantidad de integrantes sin que se sepa nada más de ellos.
También existe población flotante, principalmente los proveedores de servicios, entre los que mencionó a los proveedores de servicios de salud y los educativos. Algunos miembros del personal de salud, así como del educativo de los 3 niveles que se manejan en la microrregión, preescolar, primaria y telesecundaria, entran y salen de manera semanal, mientras que para otros, es una práctica consuetudinaria.

## Población Activa
La población en edad de ser económicamente activa está constituida por 1593 personas. Ellas desempeñan una variedad de actividades, pero las más representativas, sin ser necesariamente remuneradas, son:
POBLACIÓN ACTIVA
OCUPACIÓN TOTAL PORCENTAJE
Campesino 632 39.67%
Profesional 10 0.63%
Estudiante 230 14.44%
Hogar 711 44.63%
Empleado 10 0.63%
FUENTE: CÉDULA DE MICRODIAGNÓSTICO FAMILIAR, diciembre de 2007.
La principal actividad económica a la que se dedica la población de la microrregión es el hogar, seguida de las labores del campo y los estudios. La población que tiene estudios profesionales está representada únicamente por un individuo. El comercio es otra actividad de relevancia. En la localidad sede existen 6 tiendas de abarrotes, de las cuales 5 son propiedad de particulares y, la restante, es una tienda comunitaria subsidiada por el gobierno del Estado.
Existen comerciantes que con regularidad ofrecen sus mercancías a los pobladores, sin que sean habitantes de la microrregión. Con ellos es posible conseguir productos como hortalizas, pescado, tortillas, pan y ropa.

## Ingreso Familiar
El proveedor por excelencia en las familias de la microrregión es el padre, a excepción de las familias que no cuentan con esta figura y es la madre o los hermanos mayores quienes son los encargados de mantener al resto. De acuerdo con los datos de la última cédula de microdiagnóstico tenemos que:
INGRESO FAMILIAR
INGRESO TOTAL
Menor salario mínimo 556
Igual al salario mínimo 11
Mayor al salario mínimo 10
FUENTE: CÉDULA DE MICRODIAGNÓSTICO FAMILIAR, diciembre de 2007.
Con los datos anteriores queda clara la situación de pobreza en la que vive la mayoría de la población indígena que habita la microrregión, ya que es imposible que 577 personas mantengan a poco más de 2700 personas.
En cuanto al promedio de personas por familia tenemos que el valor nacional se ubica en los 2.7, según el último censo nacional de población y vivienda de 2000. De acuerdo con la cédula de microdiagnóstico familiar 2007, el promedio para este año es 4.7 personas por familia en la microrregión.
En esta región muchas mujeres inician su vida sexual a temprana edad, a pesar de los importantes esfuerzos del sector salud por explicar los riesgos de hacerlo. No es raro encontrar mujeres embarazadas con apenas 12 o 14 años. En promedio, las mujeres se unen con la pareja a los 19 años, mientras que para el resto del país, lo hacen a los 22 años. Con la información que se obtiene de la cédula de microdiagnóstico, tenemos que el 46.38% de las mujeres mayores de 12 años tienen compañero.

## Cultura y Sociedad
Debido a que la totalidad de la población del Municipio es origen indígena, también lo es la lengua, que en este caso es cho’l. Es importante destacar que aproximadamente el 50% de la población de la microrregión es bilingüe, es decir, domina tanto su lengua materna como el español.
En la microrregión se profesan 3 religiones: Católica, Pentecostés y Presbiteriana, cada una en sus respectivos templos, de los que hay numerosos en cada una de las localidades. En la comunidad de Tiemopá se encuentran tres templos, uno para cada una de las religiones antes mencionadas, siendo la de mayor afluencia la presbiteriana.

## Organización Familiar
El modelo a seguir en esta región es el patriarcado, ya que se considera al hombre como el único capaz de llevar el sustento del hogar, por lo que es tratado con respeto por el resto de la familia. Con el transcurso de los años, y gracias a la ayuda de los programas impuestos por el gobierno federal se ha cambiado un poco la manera de pensar de la población, algunas de las mujeres han comenzado a ser proveedoras importantes.

## Organización Comunitaria
Las comunidades están basadas en un modelo en el que por votación popular y durante una asamblea general, que en la gran mayoría de las comunidades sólo involucra a los hombres, se elige al Comisariado Ejidal, que es una especie de Mesa Directiva de la comunidad y que es reconocido por el Ayuntamiento municipal. El Comisariado está integrado por un Presidente, un Tesorero, un Secretario y un Agente rural, que desempeñan sus labores a la par del Juez Rural, que es otra figura importante en la comunidad, y el responsable de mantener el orden dentro de la localidad, a través de multas pecuniarias o de arrestos, por el número de horas de considere junto con el presidente del Comisariado.
Otro conjunto de autoridades lo representa el Comité de Salud, que se elige a inicios de cada año. Consta también de un Presidente, un Secretario y cinco Vocales: de atención médica, salud pública, protección contra riesgos sanitarios, participación social y prevención de adicciones. El Comité de Salud es el encargado de multiplicar los esfuerzos y acciones del personal de salud comunitario a fin de llegar a todos los rincones y a cada uno de los habitantes de la microrregión. Representan una fuerza humana sin igual y de valor elevado como auxiliares en la educación para la salud que lleva a cabo el personal a cargo del Centro de Salud.

## Fechas Conmemorativas
A lo largo del año, y al igual que en resto de la República, los habitantes de la microrregión conmemoran fechas especiales, sin que necesariamente haya grandes festejos por parte de las autoridades locales. La gran mayoría son de carácter familiar.
```
 1 de enero: Año nuevo.
 24 de febrero: Día de la bandera.
 Marzo-abril: Semana mayor.
 30 de abril: Día del niño
 1 de mayo: Día del Trabajo
 5 de mayo: Aniversario de la Batalla de Puebla
 10 de mayo: Día de las Madres
 15 de mayo: Día del Maestro
 Tercer domingo de junio: Día del Padre
 16 de septiembre: Aniversario del inicio de la guerra de Independencia
 2 de noviembre: Día de los Fieles difuntos
 20 de noviembre: Aniversario de la Revolución Mexicana
 12 de diciembre: Día de la Virgen de Guadalupe
 24 de diciembre: Nochebuena.
 25 de diciembre: Navidad.
 31 de diciembre: Fin de año
```

## Educación
Alfabetización
En la microrregión encontramos que en la población de 15 años de edad y más, hay 570 analfabetos, 21 alfabetos, 393 con algún grado incompleto de escolaridad o que actualmente cursan algún grado y 609 personas con algún grado de escolaridad completo.
El universo de está población lo componen 1593 personas, es decir el 35.78% son analfabetos, 664 sabe leer y escribir (41.68%). Es posible hacer la siguiente diferenciación:
FUENTE: CÉDULA DE MICRODIAGNÓSTICO FAMILIAR, diciembre de 2007

## Instituciones Educativas
Para atender a la población de la microrregión y en las localidades que la conforman, están distribuidas 13 escuelas de los niveles básico y medio. Desafortunadamente, el nivel medio superior no está disponible para los alumnos en estas localidades, por lo que deben trasladarse a alguno de los ubicados en las poblaciones vecinas: Suclumpá, Salto de Agua, o Jerusalén.
El nivel superior está únicamente en las ciudades de Palenque, San Cristóbal de las Casas, Tuxtla Gutiérrez y Villahermosa.
Planteles de nivel Preescolar
1. Juan de la Barrera Tiemopá 3 maestros 60 alumnos
2. Juan Escutia Buenavista 3 maestros 71 alumnos
3. Nicolás Bravo Trapiche 1 maestro 30 alumnos
4. Emiliano Zapata Salazar Lote 8 3 maestros 41 alumnos
Planteles de Educación Básica
1. Vasco de Quiroga Tiemopá 6 maestros 137 alumnos
2. Vasco de Quiroga Buenavista 8 maestros 207 alumnos
3. Felipe Carrillo Puerto Trapiche 6 maestros 125 alumnos
4. Fray Matías Córdova Paso Naranjo 2 maestros 56 alumnos
5. Moctezuma Las Palmas 6 maestros 57 alumnos
6. La Revolución Lote 8 4 maestros 68 alumnos
Planteles de Educación Media
1. Tierra y Libertad Tiemopá 3 maestros 39 alumnos
2. Manuel Gutiérrez Nájera Buenavista 3 maestros 73 alumnos
3. Pablo Freire Trapiche 3 maestros 32 alumnos

## Servicios Públicos
En toda la zona se cuenta con agua potable entubada y cableado aéreo de energía eléctrica. Existe una red precaria de drenaje en algunas de las calles y en viviendas seleccionadas y construidas últimamente. No hay servicio de recolección de basura.

## Características de las Viviendas
La microrregión Tiemopá alberga 568 viviendas, de las que la gran mayoría son construidas con madera y lámina. Es posible encontrar viviendas completamente construidas, sin embargo representan un porcentaje muy pequeño. Hay algunas localidades, como Paso Naranjo y Lote 8, en las que el total de viviendas están construidas con paredes de madera, techo de lámina y el suelo es de tierra.
Un panorama más detallado de las condiciones:
CONDICIÓN DE LAS VIVIENDAS
PISOS Cemento 147
```
Madera
Tierra 421
Otros
```

PAREDES Block 161
```
Madera 407
Cartón
Otros
```

TECHOS Concreto 12
```
Lámina 547
Cartón 9
Otros
```

TOTAL 568
FUENTE: CÉDULA DE MICRODIAGNÓSTICO FAMILIAR, DICIEMBRE DE 2007
Las viviendas cuentan con un total de 1026 cuartos, de los cuales, 649 son dormitorios y los restantes 377 son cocinas. Sorprendente resulta el que sólo 88 viviendas cuenten con un cuarto de baño, el resto cuenta con letrina o, peor aún, sus habitantes defecan a ras del suelo.

## Combustible
El principal combustible utilizado en la microrregión es la leña. La enorme proporción de las familias ha creado consciencia de la importancia de elevar los fogones, para así aumentar la seguridad dentro de sus viviendas. Sin embargo, aún se encuentran 32 viviendas (5.63%) que no han realizado las obras para elevar sus fogones.
OBTENCIÓN DEL AGUA
El abastecimiento de agua en la microrregión se da de la siguiente manera: 500 familias cuentan con agua entubada, 60 la obtienen de pozos con brocal; 6 familias la obtienen de pozos sin brocal, mientras que únicamente 2 familias acuden a un río o arroyo por el vital líquido. El 90% de las familias consumen agua hervida o clorada, mientras que únicamente las que habitan las 32 viviendas restantes, la consumen sin tratamiento. El principal argumento para hacerlo de ese modo, es el cambio del sabor al agregarle cloro o al hervirla.
FUENTE: CÉDULA DE MICRODIAGNÓSTICO FAMILIAR, diciembre de 2007

## Disposición de Excretas
Sigue siendo un aspecto a mejorar y que, por más que se trató de convencer a la población, no se logró un cambio significativo. Es de resaltar, que la inmensa mayoría de los pobladores conoce las desventajas de la defecación al aire libre, sin embargo, continúan haciéndolo, debido a la falta de recursos económicos para la construcción de un cuarto de baño, como inconveniente principal.
Desechos sólidos
El manejo de los desechos sólidos representa un inconveniente en estas localidades debido a la falta de servicio de recolección de basura por parte de las autoridades. Como consecuencia de lo anterior, la población está obligada a disponer de ellos de la siguiente manera: 465 familias la depositan a cielo abierto, mientras que 103 la incineran. Una parte es conservada y es desechad durante los eventos de descacharrización.
FUENTE: CÉDULA DE MICRODIAGNÓSTICO FAMILIAR, diciembre de 2007